# یک عصر اکتبر
یک عصر اکتبر (ایتالیایی: Una sera d'ottobre) یک مینی‌سریال عاشقانه درام ایتالیایی است که در سال ۲۰۰۹ منتشر شد.

## گزیدهٔ بازیگران
- ونسا هسلر
- اوتاویا پیکولو
- آندره‌آ تیدونا
- ادی آنجلیلو
- جولیا لیپی
- رودولفو بالدینی

## قسمت‌ها
| شماره | تاریخ نمایش   | تعداد بینندگان | سهم نمایش |
| ----- | ------------- | -------------- | --------- |
| ۱     | ۱۸ اکتبر ۲۰۰۹ | ۵٫۶۰۰٫۰۰۰      | ۲۳٬۱۶٪    |
| ۲     | ۱۹ اکتبر ۲۰۰۹ | ۷٫۳۲۱٫۰۰۰      | ۲۷٫۵۴٪    |